# Kwon Oh-hyun
Kwon Oh-hyun (* 15. Oktober 1952) ist ein südkoreanischer Manager.

## Ausbildung
Kwon machte 1975 seinen Bachelor in Elektrotechnik an der Seoul National University. 1977 folgte der Master am KAIST. Seinen Ph.D. in Elektrotechnik machte er 1985 an der Stanford University.

## Beruf
Kwon ist seit dem 8. Juni 2012 der Nachfolger von Choi Gee-sung als CEO und Vizevorsitzender des südkoreanischen Unternehmens Samsung Electronics.